# Club Rosario Puerto Belgrano
El Club Rosario Puerto Belgrano es un club de fútbol argentino de ciudad de Punta Alta, al sudoeste de la provincia de Buenos Aires, Argentina. Fue fundado el 3 de abril de 1920. Su estadio se llama El Coloso de Cemento Punta Alta y se encuentra ubicado en la intersección de las calles Humberto I y Villanueva, con capacidad para 18 000 espectadores.
Cuenta con su Sede Social en la calle "Humberto Primo 349 de Punta Alta" y con pileta propia ubicada en un amplio predio a la vera de la ruta nacional 249.
Históricamente ha participado en varios torneos nacionales como el Torneo Argentino A en la temporada 2004-05, el Torneo Argentino B y la Copa Argentina 1970. A nivel regional forma parte de la Liga del Sur (Bahía Blanca), donde ha ganado 8 campeonatos y que en la actualidad se encuentra en la segunda división de dicha liga. También participó en el Torneo Regional.
Histórica y actualmente su clásico rival es el Club Atlético Sporting, club también de la ciudad de Punta Alta con el cual disputa el «Clásico Puntaltense».

## Palmarés
Torneos regionales
- Liga del Sur (Bahía Blanca) (8): 1939, 1959, 1969, 1971, 1972, 1975, 2001, 2018. Descendió en los años 1986, 2009, 2011 y 2021.[10]